# Reggio TV
Reggio TV (meglio nota come RTV) è un'emittente televisiva regionale presente in Calabria.
Ha sede a Villa San Giovanni e trasmette nelle province di Reggio Calabria, Catanzaro, Cosenza, Crotone, Vibo Valentia, Messina e Catania.

## Storia
Reggio TV nasce il 15 maggio 1998 a Reggio Calabria. La sua sede iniziale si trova in via Vittorio Veneto ed è subito conosciuta per lo slogan "RTV – la televisione positiva".
Nel 2008 si trasferisce presso la Zona Industriale di Campo Calabro (RC) e la sua struttura che si affaccia sullo Stretto di Messina è ben visibile anche dalla città di Messina.
Per diverso tempo, ha anche avuto uno studio televisivo a Gioia Tauro, poi dismesso.
Nel marzo 2007, in modalità saltuaria, l'emittente ha effettuato diversi test notturni in DVB-T, dalle 2 alle 6 del mattino.

### Laguerra del 32
In seguito all'esistenza di notevoli interferenze sul canale UHF 32, vennero intraprese delle azioni legali per cercare di ovviare a questo problema.
Forte di sentenze del TAR e del Tribunale Civile, l'editore di Reggio TV promosse una serrata con totale fermo degli studi televisivi. Una sorta di sciopero contrario che non tarda a dare i suoi effetti positivi. Anche il capo del governo del tempo, Romano Prodi, interessato dalla forma di protesta singolare quanto risoluta, intervenne.
La stampa locale e quella nazionale richiamata dal clamore contribuirono alla soluzione del problema: le interferenze cessarono e Reggio TV riaprì.
Dal 18 novembre del 2002, con l'acquisizione del canale UHF 47, Reggio TV ha trasmesso anche su gran parte della Città Metropolitana di Messina.

### Oggi
Dal 15 giugno 2012 ad aprile 2022, a seguito dello switch off della Città Metropolitana di Reggio Calabria, Reggio TV ha trasmesso sul canale 14 nel proprio multiplex e in streaming da qualsiasi parte del mondo sul sito internet dell'emittente.
Da settembre 2012 ad aprile 2022, Reggio TV ha trasmesso anche nella provincia di Catanzaro sul mux di RTC Telecalabria.
Dal 4 agosto 2017 ad aprile 2022, l'emittente trasmette anche sul mux Video Calabria con la denominazione "Reggio TV-Sigma TV" (fino al 2019 rinominato poi in "RTV") coprendo tutta la regione.
In passato ha emesso il segnale anche sul mux TeleLiberaCassano.
Da aprile 2022 con il processo di refarming del digitale terrestre, trasmette sul canale 77 nel mux RL Calabria 1, da dicembre dello stesso anno lancia l'applicazione HBBTV e dal 27 marzo 2023 trasmette in HD.

## Programmi
Molte sono le trasmissioni che hanno come protagonista il passante, a cui viene spesso data la possibilità di manifestare le sue idee, le sue critiche, le sue proposte.
Grande rilievo ha nel palinsesto la cultura, dal teatro popolare all'opera lirica, e Reggio TV produce, in collaborazione con alcune associazioni italiane, qualificate edizioni di opere liriche.
Trovano posto nel palinsesto la storia, la letteratura e l'arte, come pure le manifestazioni religiose e la santa messa quotidiana.

### Informazione
- RTV News
- RTV News - Le notizie di ieri
- 7 Giorni News
- Rassegna stampa
- Gli speciali di Reggio TV
- Reggio TV Salute - rubrica giornaliera all'interno delle edizioni del telegiornale
- Medicina in diretta

### Talk show
- Il Salotto del Venerdì
- Srettamente personale di Emilia Condarelli
- Touchè

### Sport
- Fuori gioco - Condotto da Andrea Ripepi
- Sala VAR
- RAC Magazine - a cura della redazione di Reggio a Canestro
- Partite Volley Reghion (in differita)
- Partite LFA Reggio Calabria (in diretta)

### Varietà
- Aspettando il TG
- Aeroplani di Carta - Condotto da Alfredo Auspici
- I Bastaldi - con gli Aldo al Quadrato

### Rotocalchi
- Reggio Politik
- Diritto in TV
- Informaticamente
- Tre Minuti con Muià

### Spettacolo
- È tutto cinema
- Su il Sipario

### Religione
- Santa Messa - In collegamento con Padre Pio TV
- Parola e risonanza
- Processione Madonna della Consolazione (in diretta)

### Cultura
- Suonava l'anno, programma storico-musicale con grammofoni e incisioni 78 giri, condotto da Giuseppe Nicolò
- Va n'ti to mamma
- Volpe alla Caccia
- Comodamente
- Appunti di Storia con il Prof. Caridi

## Programmi del passato
- Il Salotto dell'Editore (1998-2016)
- Atleti (2015-2016)
- Replay (2014-2015)
- Questo è un programma libero (2014-2016)
- Eureka (2014-2016)
- Chisti Simu (1998-2019) (in passato è andato in onda su questa rete e successivamente su Telereggio)
- Il Caffè è pagato (2012-2014) (in passato è andato in onda su Telereggio)
- Oggi Cucino Io
- Cucina a Sorpresa (2012-2013) (in passato è andato in onda su Telereggio)
- Prego si accomodi
- Viola A2.0 (2015-2018)
- Summer Box (2015)
- 10 Domande (2015-2016)
- Toponomastica
- In mezz'ora appena
- Civitas, Manuale di Convivenza civile (2006-2021)

## Slogan
Lo slogan originale dell'emittente è "La televisione positiva", e adotta anche in alcuni spot lo slogan "Con voi, ovunque, sempre".